# Dymasius tatianae
Dymasius tatianae es una especie de escarabajo del género Dymasius, familia Cerambycidae. Fue descrita científicamente por Miroshnikov en 2018.
Habita en Malasia (isla de Borneo). Los machos y las hembras miden aproximadamente 30,1 mm. El período de vuelo de esta especie ocurre en el mes de marzo.